# Santo Domingo Norte
Santo Domingo Norte är en kommun i Dominikanska republiken.   Den ligger i provinsen Santo Domingo, i den sydöstra delen av landet, 19 km nordost om huvudstaden Santo Domingo. Antalet invånare i kommunen är cirka 529 000.